# Calino Maneige
Pour plus de détails, voir Fiche technique et Distribution.
Calino Maneige est un film français réalisé par Jean-Patrick Lebel, sorti en 1999.

## Fiche technique
- Titre : Calino Maneige
- Réalisation : Jean-Patrick Lebel
- Scénario : Jean-Patrick Lebel, avec la collaboration de Robert Bozzi
- Photographie : Dominique Chapuis
- Musique : Nicolas Frize
- Montage : Christiane Lack
- Son : Raoul Fruhaut
- Production : Les Films de la Boissière - France 2 - Périfilms
- Pays de production :  France
- Durée : 90 minutes
- Date de sortie : France, 23 juin 1999

## Distribution
- Gérald Thomassin : Nicolas « Calino »
- Nozha Khouadra : Nejma « Maneige »
- Léa Gabriele : Véro
- Abdelnacceur Sebbagh : Abdel
- Ahcen Meharga : Momo
- Rabah Loucif : Le père de Nejma
- Fatiha Cheriguene : La mère de Nejma
- Ariane Ascaride : La mère de Calino